# (3186) Manuilova
(3186) Manuilova est un astéroïde de la ceinture principale.

## Description
(3186) Manuilova est un astéroïde de la ceinture principale. Il fut découvert le 22 septembre 1973 à Naoutchnyï par Nikolaï Tchernykh. Il présente une orbite caractérisée par un demi-grand axe de 3,10 UA, une excentricité de 0,18 et une inclinaison de 0,8° par rapport à l'écliptique.

## Compléments